# Juli 2001
Portal Geschichte | Portal Biografien | Aktuelle Ereignisse | Jahreskalender | Tagesartikel

◄ |
20. Jahrhundert |
21. Jahrhundert

◄ |
1970er |
1980er |
1990er |
2000er
| 2010er | 2020er | 2030er | ►

◄ |
1997 |
1998 |
1999 |
2000 |
2001
| 2002 | 2003 | 2004 | 2005 | ►

◄ |
April 2001 |
Mai 2001 |
Juni 2001 |
Juli 2001 |
August 2001 |
September 2001 |
Oktober 2001 |
►
Dieser Artikel behandelt tagesbezogene Nachrichten und Ereignisse im Juli 2001.

## Tagesgeschehen

### Sonntag, 1. Juli 2001
- Brüssel/Belgien: Belgien übernimmt von Schweden den Vorsitz im Rat der Europäischen Union. Das Amt des Regierungschefs der EG erhält Guy Verhofstadt.[1]
- Klagenfurt/Österreich: Der deutsche Schriftsteller Michael Lentz gewinnt mit der Erzählung Muttersterben, die den Tod der Mutter des Erzählers und die gemeinsame Geschichte der beiden reflektiert, den Ingeborg-Bachmann-Preis 2001.[2]

### Dienstag, 3. Juli 2001
- Berlin/Deutschland: Die PDS, Nachfolgepartei der in der DDR über 40 Jahre hinweg regierenden Sozialistischen Einheitspartei Deutschlands (SED), verurteilt offiziell den Bau der Berliner Mauer. Walter Ulbricht (SED) setzte diesen am 3. August 1961 beim sowjetischen De-facto-Staatsoberhaupt Nikita Chruschtschow (KPdSU) durch.[3][4]

### Freitag, 6. Juli 2001
- Straßburg/Frankreich: Im Pourtales-Park stürzt eine große Platane während eines Gewitters auf ein Festzelt. Von den Besuchern des Zeltes kommen 14 Menschen ums Leben, mehr als 120 werden verletzt.[5]

### Samstag, 7. Juli 2001

Logo der Fußball-EM

- Bradford/Vereinigtes Königreich: Europide und asiatische Jugendliche liefern sich Straßenschlachten, die die Polizei bis Tagesende trotz eines Aufgebots von 900 Einsatzkräften nicht beenden kann. Eine geplante Demonstration der rechtsextremen Nationalen Front verschärfte die angespannte Situation zwischen einigen Engländern und Asiaten.[6]
- Ulm/Deutschland: Die deutsche Fußballnationalmannschaft der Frauen wird bei der 8. Europameisterschaft durch ein 1:0 nach Golden Goal im Finale gegen Schweden zum fünften Mal Europameister. Die Endrunde in Deutschland verzeichnet mit 92.703 Zuschauern in 15 Spielen eine neue Bestmarke für Frauen-Fußball-Europameisterschaften.[7]

### Sonntag, 8. Juli 2001
- London/Vereinigtes Königreich: Die amerikanische Titelverteidigerin Venus Williams gewinnt gegen Justine Henin aus Belgien das Damen-Einzel-Turnier der Wimbledon Championships im Tennis.[8]

### Montag, 9. Juli 2001
- London/Vereinigtes Königreich: Der kroatische Tennisspieler Goran Ivanišević, der seit über zehn Jahren zu den besten Spielern der ATP Tour gehört, gewinnt im Finale des Herren-Einzel-Turniers der Wimbledon Championships nach fünf Sätzen gegen den Australier Patrick Rafter zum ersten Mal den Titel bei einem Grand-Slam-Turnier.[9]
- Brüssel/Europäische Union: Die Europäische Kommission entscheidet sich in der Richtlinie 91/414 EWG für ein Verbot des Pflanzenschutzmittels Parathion, bekannt vor allem unter dem Namen E605. Ab dem 8. Januar 2002 wurde der Handel sowie die Anwendung parathionhaltiger Pflanzenschutzmittel untersagt.[10]

### Freitag, 13. Juli 2001
- Moskau/Russland: Auf der 112. Versammlung des Internationalen Olympischen Komitees wird Peking, die Hauptstadt der Volksrepublik China, zum Ausrichter der Olympischen Sommerspiele 2008 gewählt.[11]

### Dienstag, 17. Juli 2001

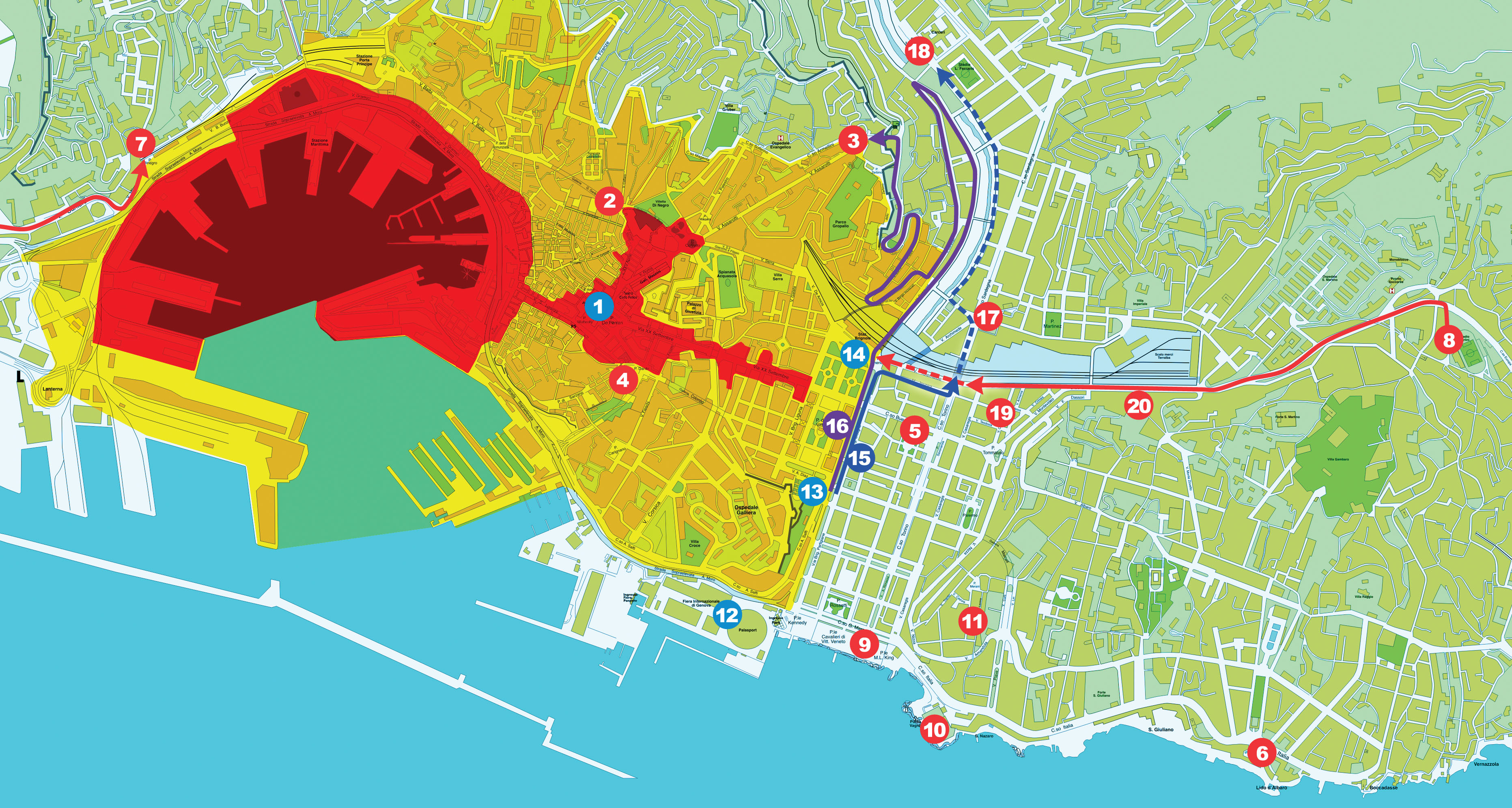
Die Gegend um das G8-Gipfel-Tagungsgebäude ist für Zivilisten gesperrt („rote Zone“)

- Genua/Italien: Drei Tage vor dem 27. Weltwirtschaftsgipfel mit den Staatschefs der Gruppe der Acht und dem Präsidenten der Europäischen Kommission treten in den Medien die wirtschaftlichen Themen in den Hintergrund. Der Fokus richtet sich auf die Sicherheitsvorkehrungen und der Tenor lautet: „Genua gleicht einer Festung.“[12]
- Val Venosta/Italien: Ein Erdbeben der Stärke 4,8 Mw ereignet sich in Südtirol. Das Beben, bei dem drei Menschen sterben, ist bis nach Bayern spürbar.[13][14]

### Mittwoch, 18. Juli 2001
- Baltimore/Vereinigte Staaten: Ein Güterzug von CSX Transportation entgleist im Howard Street Tunnel und gerät in Brand. Der Zug hatte unter anderem verschiedene Chemikalien geladen, was die Löscharbeiten erschwerte.[15]

### Freitag, 20. Juli 2001

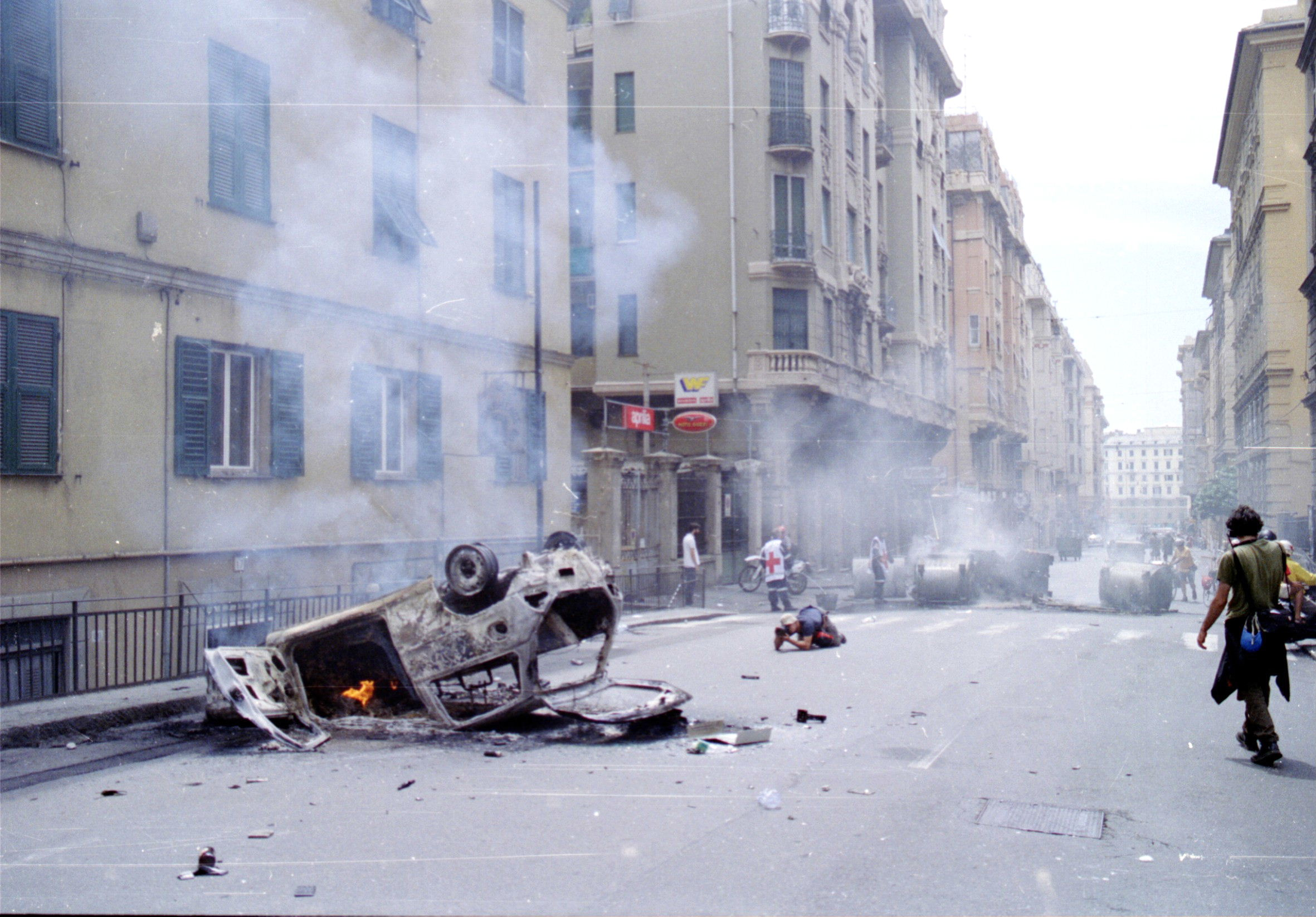
Brennendes Auto in Genua

- Genua/Italien: Während des G8-Wirtschaftsgipfels geben sich auf den Straßen der Stadt Teile der Polizei und der Demonstranten zügelloser Brutalität hin. Während ein Polizeifahrzeug mit Holzbalken, Feuerlöschern und ähnlichen Gegenständen attackiert wird, erschießt ein 20-jähriger Carabinieri den 23-jährigen Carlo Giuliani.[16][17][18]

### Samstag, 21. Juli 2001
- Akashi/Japan: Bei einer Massenpanik auf einer Fußgängerbrücke kommen 11 Menschen ums Leben, davon neun Kinder.[19]
- Mannheim/Deutschland: Hertha BSC gewinnt die sechste Auflage des DFB-Ligapokals. Das Spiel im Carl-Benz-Stadion gegen den FC Schalke 04 endet 4:1.[20]

### Sonntag, 22. Juli 2001

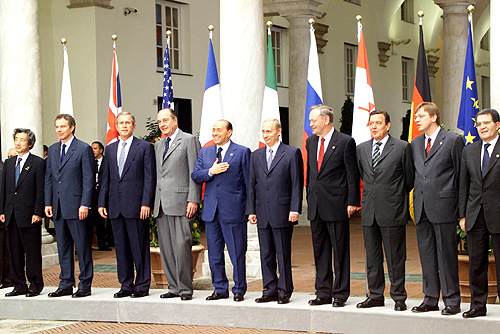
Ende des G8-Gipfels

- Genua/Italien: In der Abschlusserklärung des Weltwirtschaftsgipfels stellen die Teilnehmer fest, dass weniger globale Einschränkungen des Handels dazu beitragen könnten, die Armut großer Teile der Weltbevölkerung zu beenden. Im Hinblick auf das Umweltabkommen von Kyoto räumen die Staatschefs Meinungsverschiedenheiten ein. Die Vereinigten Staaten gelten als größte Kritiker einer Klimapolitik nach den Vorstellungen der Vereinten Nationen.[21]

### Montag, 23. Juli 2001
- Catania/Italien: Aus einer Spalte am Ätna austretende Lava fließt in Richtung Nicolosi.[22]
- Jakarta/Indonesien: Die Beratende Volksversammlung entbindet Präsident Abdurrahman Wahid von der Nationalen Erweckungspartei wegen dessen Rolle in Finanzskandalen seiner Aufgaben und wählt Megawati Sukarnoputri von der Demokratischen Partei des Kampfes zur neuen Präsidentin des Landes.[23]

### Dienstag, 24. Juli 2001
- Sofia/Bulgarien: Der ehemalige Zar Simeon II. gewinnt unter seinem bürgerlichen Namen Simeon Sakskoburggotski die Wahl zum bulgarischen Ministerpräsidenten.

### Mittwoch, 25. Juli 2001
- Berlin/Deutschland: Das Rabattgesetz zur Einschränkung von Preisnachlässen und die Zugabeverordnung für die Rechtmäßigkeit von Werbegeschenken werden aufgehoben. Die beiden Bereiche werden dafür u. a. durch das Gesetz gegen den unlauteren Wettbewerb reguliert.[24]

### Samstag, 28. Juli 2001
- Lima/Peru: Alejandro Toledo Manrique von der Partei Perú Posible wird Staatspräsident.

### Sonntag, 29. Juli 2001
- Bogotá/Kolumbien: Im Finale der 40. Copa América gewinnt die Fußballnationalmannschaft des Gastgebers 1:0 gegen die mittelamerikanische Gastmannschaft von Mexiko. Es ist Kolumbiens erster Sieg der Südamerikameisterschaft.[25]
- China, Taiwan: Der Taifun Toraji erreicht südlich von Taipeh die Insel Taiwan. Über 200 Menschen sterben durch den Taifun in Taiwan und in der Volksrepublik China.[26]
- Fukuoka/Japan: Die 9. Schwimmweltmeisterschaften der FINA gehen zu Ende. Die erfolgreichste Nation sind die Vereinigten Staaten mit 26 Medaillen. Die Schwimmer aus Deutschland gewinnen 19 Medaillen, zwei Medaillen gehen nach Österreich und eine in die Schweiz.[27]
- Paris/Frankreich: Lance Armstrong aus den Vereinigten Staaten gewinnt zum dritten Mal die Rad-Rundfahrt Tour de France.[28]
- Medina/Vereinigte Staaten: Auf dem Medina County Fairgrounds, einem Jahrmarkt im Bundesstaat Ohio, kommen bei einem Kesselzerknall eines Dampftraktors fünf Menschen ums Leben.[29]

### Montag, 30. Juli 2001
- Masowien/Polen: Nach diversen Deichbrüchen an der Weichsel verschärft sich die Lage im polnischen Hochwassergebiet. Der Scheitelpunkt der Flutwelle befindet sich wenige Stunden vor der Hauptstadt Warschau.[30]

## Weblinks

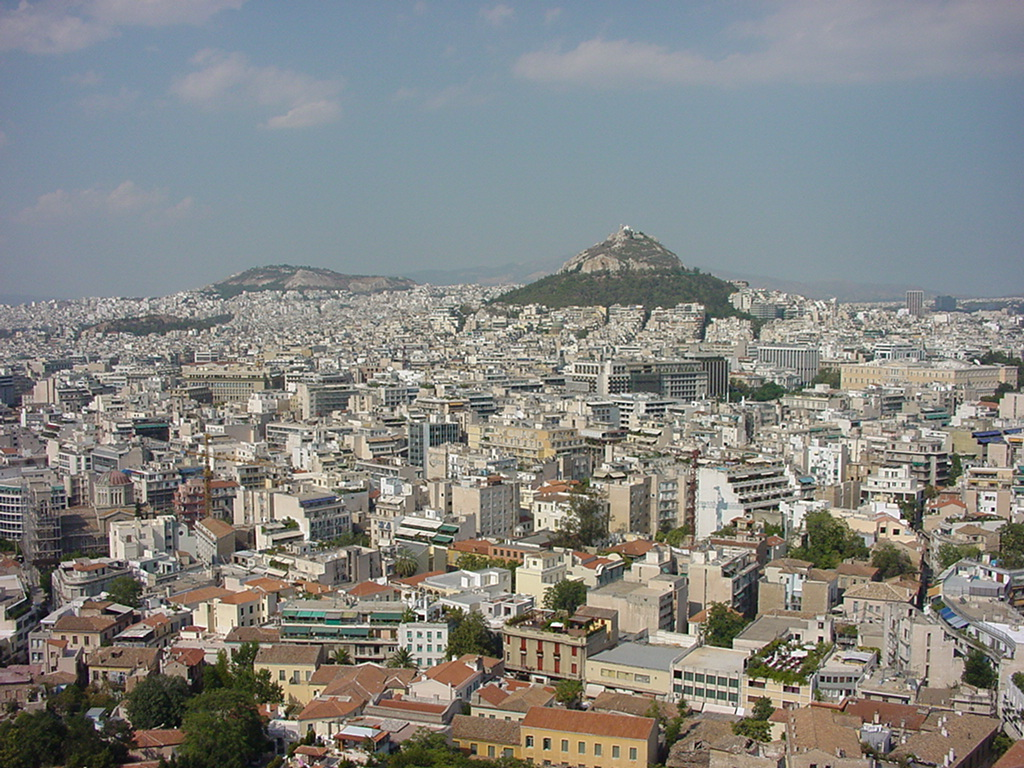
Athen im Juli 2001